# Сільськогосподарська кооперація
Сільськогосподарська кооперація — система кооперативних сільськогосподарських товариств і спілок, створених на добровільних засадах із метою організації виробництв, заготівель, переробки та збуту продукції. Першою формою С.-г. к. були хліборобські артілі, засновані в 1890-х рр. (див. М. В. Левитський). Діяли також с.-г. громади, які об'єднували безпосередніх виробників, але займалися просвітницькою та агрокультурною роботою на селі: сприяли заснуванню кооперативних  товариств, агрономією, матеріальним постачанням.
До 1917 на кооперативних засадах діяли молочарські артілі, млини, сироварні, збутові товариства. Їх налічувалося тоді понад 15 видів, а вся С.-г. к. в Україні становила 1/5 загальноросійського терену. С.-г. к. мала лише 7 кооперативних спілок, до того ж не заснувала власної кооперативної системи. Формування останньої припало на 1917—18. Саме тоді постав Центральний Український Сільськогосподарський Кооперативний Союз (Централ). Цей союз був відомий із жовтня 1915 під назвою «Київське центральне сільськогосподарське товариство», але здобув статус Всеукраїнської кооперативної спілки 2 січня 1918. Збори уповноважених від с.-г. товариств і спілок 23 липня 1919 ухвалили новий статут, зареєстрований 16 жовтня 1919 Київським окружним судом. С.-г. к. мала 3-ступеневу систему: товариство — спілка товариств — спілка спілок кооперативних товариств.
За списками с.-г. кооперативів, на українських теренах станом на 1914 налічувалося 1017 с.-г. кооперативів, 1/3 яких діяла на Полтавщині. Однак до складу «Централу» 1919 входив 41 союз та 728 товариств із загальної кількості по Україні 260 союзів і 17,5 тис. товариств. Утім на Міжнародному кооперативному з'їзді 1919 в Парижі (Франція) констатувалося, що за розвитком кооперативного руху Україна займала 3-тє місце серед європейських держав. «Централ» мав філії в Харкові, Одесі та Катеринославі (нині м. Дніпро). Загальний оборот «Централу» за 1-шу половину 1919 становив 5,5 млн карбованців, а видатки — більше 3 млн крб.
Явища Першої світової війни, революційні події, тогочасна економічна криза та безладдя, що виникли 1917—20, страшенно зруйнували справу С.-г. к., збереглася лише первинна ланка С.-г. к. (товариства), що підпорядковувала єдині споживчі товариства.
Відродження С.-г. к. розпочалося за роки нової економічної політики, коли Всерос. ЦВК та РНК 16 серпня 1921 ухвалили декрет «Про сільськогосподарську кооперацію», а ВУЦВК та РНК УСРР 18 жовтня 1921 видали відповідний декрет в Україні, започаткувавши в такий спосіб створення с.-г. товариств та спілок. У березні 1922 виникла Центральна спілка с.-г. кооперації, до складу якої з 1921 входили й колективні господарства, т. зв. колгоспи: комуни сільськогосподарські, артілі сільськогосподарські, товариства спільного обробітку землі. На початку 1922 налічувалося 4 тис. товариств, а наприкінці 1929 — 25646 колективних товариств, у тому числі 15855 колгоспів. С.-г. к. наприкінці 1920-х рр. налічувала 4,3 млн пайщиків, об'єднувала 2/3 селянських господарств УСРР.
Зазначимо, що С.-г. к. 1920-х рр. вирізнялася наявністю великої кількості фахових товариств (загалом їх було 7262), що займалися організацією виробництва, заготівлями, переробкою, збутом різної с.-г. продукції. На цих підставах із середини 1920-х рр. створювалися фахово-кооперативні спілки: Всеукраїнське кооперативне товариство по збуту й експорту продукції птахівництва («Кооптах», 1924), Всеукраїнське кооперативне скотарсько-молочне товариство на паях («Добробут», 1924), Всеукраїнська спілка садово-городньої, виноградно-виноробної та пасічної кооперації («Плодоспілка», 1925), Всеукраїнське товариство насінництва («Насіннєсоюз», 1926), Всеукраїнське кооперативне цукрове товариство («Укрсільцукор», 1924, а з 1926 — «Бурякоспілка»).
С.-г. к. слугувала базою для будівництва колективних господарств, станом на 1 січня 1926 діяло 5086 колгоспів, до яких входило 57 тис. господарств. Проголошення усталеного курсу на колективізацію призвело до реорганізації всієї системи С.-г. к., в основу якої була покладена ухвала ЦК ВКП(б) від 27 червня 1929 «Об организационном построении сельскохозяйственной кооперации», що була впроваджена впродовж 1-ї половини 1930-х рр. Основною первинною ланкою нової системи С.-г. к. ставало селищне виробниче товариство, яке займалося заготівлями продукції селянських господарств та їх підготовкою до колективізації. На початку 1930 в Україні існувало 12 тис. селищних виробничих товариств та 842 районні спілки. Була створена нова організація: Всеукраїнська спілка спілок сільськогосподарської кооперації і колективізації (1929), яка займалася проблемами організаційно-господарського зміцнення колгоспів.
С.-г. к. існувала й на землях Західної України до кінця 1930-х рр. Утім із 1930-х рр. в Україні функціонувала колгоспно-радгоспна система.
Відродження С.-г. к. в новій ролі припало на середину 1990-х рр., коли вийшов Закон України «Про сільськогосподарську кооперацію» (17 липня 1997), започаткувавши в такий спосіб заснування різних кооперативних товариств, які займаються організацією виробництва та збутом власної продукції. Наприкінці 1999 Указом Президента України була остаточно ліквідована система колгоспів, а на їх матеріальній базі започаткувалася діяльність різних форм господарювання, зокрема й с.-г. кооперативів.
Теоретичні та практичні проблеми кооперативного руху висвітлювали часописи «Сільський господар» (1918—19, 1922—26), «Коопероване село» (1926—27), «Кооперована громада» (1928—30) та фахові видання, наприклад «Кооперативне буряківництво», та ін.

## Агропромислова (сільськогосподарськавиробничатаобслуговуюча)коопераціяв Україні сьогодні
Історія агропромислової кооперації на теренах України є доволі глибокою. Вона включає як національні особливості так і певні світові тенденції. В сучасній Україні кооперативний рух в агропромисловому комплексі пов'язаний, насамперед, із проведенням земельної та аграрної реформ (які поки що не є завершеними). Юридично-правові засади змін економічних відносин в українському селі визначались Постановами Верховної Ради України від 18 грудня 1990 р. «Про земельну реформу» та від 13 березня 1992 р. «Про прискорення земельної реформи та приватизацію землі». З урахуванням їх настанов видавалися нормативно-методичні документи.
В часи Незалежності в Україні для успішної діяльності сільськогосподарських кооперативів було сформовано відповідне нормативно-правове поле. Зокрема, це Закони України «Про кооперацію», «Про сільськогосподарську кооперацію», «Про споживчу кооперацію», Указ Президента України «Про заходи щодо розвитку кооперативного руху та посилення його ролі в реформуванні економіки України на ринкових засадах». Крім того, Державна цільова програма розвитку українського села на період до 2015 р. та Постанова Кабінету Міністрів України «Про заходи щодо активізації роботи з розвитку тваринництва» передбачали надання бюджетної підтримки особистим селянським господарствам, а також створенню і функціонуванню сільськогосподарських та обслуговуючих кооперативів із заготівлі, переробки та збуту продукції тваринництва, штучного осіменіння тварин, створенню й утриманню культурних пасовищ і суб’єктів малого підприємництва на селі.
Особливості розвитку кооперативного руху в Україні, стосовно проведення земельної та аграрної реформ, визначаються головною метою державної політики щодо розвитку сільськогосподарського виробництва – розбудова конкурентноспроможного аграрного сектора економіки шляхом створення умов для прискореного формування ефективного господаря-власника.
Державна політика України щодо всебічного розвитку агропромислового комплексу і сільського господарства концентрується на двох взаємопов'язаних стратегічних напрямах. Перший: формування ефективного господаря-власника. Другий: створення сприятливого економічного середовища (правил гри) на ринку.
Реалізація першого напряму має забезпечити:
- перерозподіл землі та майна, включаючи поглиблення відносин власності на землю та запровадження механізму реалізації права на власність;
- приватизацію переробних підприємств;
- реструктуризацію підприємств та форм господарювання;
- розвиток кооперації;
- утвердження менеджменту і забезпечення кваліфікованими кадрами;
- державне регулювання економіки;
- розвиток соціальної сфери села.

Втілення принципів другого напряму забезпечує:
- удосконалення цінової політики, фінансово-кредитної системи і податкової політики;
- утвердження стабільного ринку сільськогосподарської продукції та формування продовольчих ресурсів;
- розвиток ринкової інфраструктури;
- поліпшення функціонування ринку матеріально-технічних ресурсів, послуг;
- розширення зовнішньоекономічної діяльності.

Важливі аспекти розвитку кооперації в агропромисловому комплексі розкриті у Законі України «Про сільськогосподарську кооперацію» (липень 1997 р.). В ньому визначені правові, організаційні, економічні та соціальні умови діяльності кооперативів та їх об'єднань у сільському господарстві. При цьому вказано, що за цілями, завданнями і характером діяльності кооперативи поділяються на виробничі та обслуговуючі.
У 2 ст. Закону дається характеристика кожного виду кооперативу. Виробничі кооперативи здійснюють господарську діяльність на засадах підприємництва з метою отримання доходу. Обслуговуючі кооперативи спрямовують свою діяльність на обслуговування сільськогосподарського та іншого виробництва учасників кооперації. Залежно від виду діяльності вони поділяються на переробні, заготівельно-збутові, постачальницькі, сервісні та інші.
Обслуговуючі кооперативи створюються для надання комплексу послуг, пов'язаних з виробництвом, переробкою, збутом продукції рослинництва, тваринництва, лісництва і рибництва. Обслуговуючі кооперативи, здійснюючи обслуговування членів кооперативу, не ставлять за мету отримання прибутку.
До переробних кооперативів належать кооперативи, які займаються переробкою сільськогосподарської кооперації (виробництво хлібобулочних, макаронних виробів, овочевих, м'ясних, молочних виробів, плодоягідних, рибних продуктів, виробів і напівфабрикатів з льону, коноплі, лісо- і пиломатеріалів тощо.
Заготівельно-збутові кооперативи здійснюють заготівлю, зберігання, передпродажну обробку, продаж продукції, надають маркетингові послуги тощо.
Постачальницькі кооперативи створюються з метою закупівлі та постачання засобами виробництва, матеріально-технічними ресурсами, необхідних для виробництва сільськогосподарської продукції та продуктів її переробки; виготовлення сировини і матеріалів та постачання їх сільськогосподарським товаровиробникам.
Сервісні кооперативи здійснюють:
а) технологічні, транспортні, меліоративні, ремонтні, будівельні, еколого-відновлювальні роботи;
б) ветеринарне обслуговування тварин і племінну роботу;
в) телефонізацію, газифікацію, електрифікацію в сільській місцевості;           
г) медичні, побутові, санаторно-курортні, науково-консультаційні послуги, послуги з введення аудиту тощо.
У разі поєднання кількох видів діяльності утворюються багатофункціональні кооперативи.
Кооперативи можуть на добровільних засадах утворювати об'єднання, які в свою чергу можуть утворювати об'єднання вищого рівня за галузевими чи територіальними ознаками.
Кооперативи та їх об'єднання мають право виступати засновниками різних видів підприємств, мати представництва в інших регіонах України та за її межами.
Отже, Закон України «Про сільськогосподарську кооперацію» визначає, що кооперативи є важливою формою господарювання, складовою частиною багатоукладної економіки в агропромисловому комплексі.
На даний час потенціал сільськогосподарської кооперації в Україні залишається недостатньо реалізованим. Кількість виробничих кооперативів у 2008 ‑ 2011 рр. постійно знижувалась, невеликою була й кількість обслуговуючих кооперативів. Тільки з 2012 року розпочалася певна тенденція що до їх зростання (рис.1).

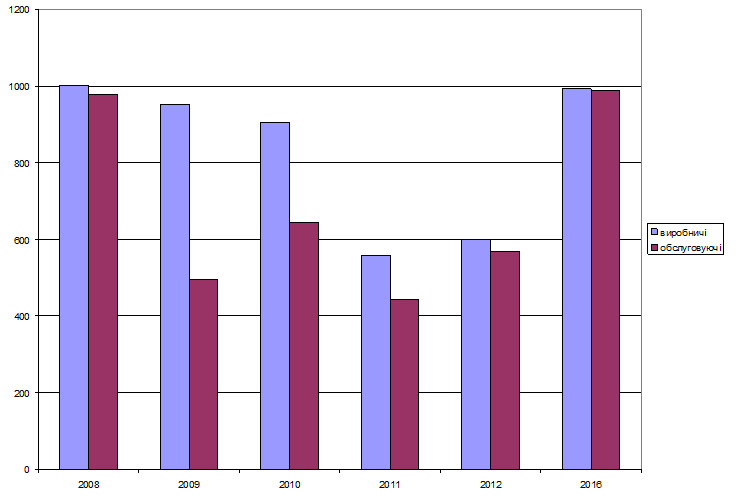
Динаміка кількості сільськогосподарських кооперативів в Україні

       Рис.1. Динаміка кількості сільськогосподарських кооперативів в Україні, одиниць (2016 рік – без врахування Криму та Севастополя).                  
Подальшому розвитку кооперації в агропромисловому комплексі сприяють положення Земельного кодексу України. По-перше, визначено, що до суб'єктів права власності на землю відносяться територіальні громади, які реалізують його безпосередньо або через органи місцевого самоврядування – на землі комунальної власності. По-друге, вказано, що юридичні особи (підприємства, засновані громадянами України або юридичними особами України) можуть набувати у власність земельні ділянки для здійснення підприємницької діяльності. По-третє, охарактеризовано суть поняття «спільна власність» і умови її використання: а) земельна ділянка може знаходитись у спільній власності з визначенням частки кожного з учасників спільної власності (спільна часткова власність) або без визначення часток спільної власності (спільна сумісна власність); б) право спільної часткової власності на землю виникає при добровільному об'єднанні власниками належних їм земельних ділянок; в) учасник спільної часткової власності відповідно до розміру своєї частки має право на доходи від використання спільної земельної ділянки, відповідає перед третіми особами за зобов'язання, пов'язані із спільною земельною ділянкою і повинен брати участь у сплаті податків, зборів і платежів, а також у витратах з утримання і зберігання спільної земельної ділянки; г) узаконено право оренди земельної ділянки – засноване на договорі строкового платного володіння і користування земельною ділянкою, необхідної орендареві для провадження підприємницької та іншої діяльності. 
Суттєві зміни в аграрному секторі України загалом та в сільськогосподарській кооперації зокрема, мають відбутися у зв’язку з прийняттям законопроєкту «Про обіг земель сільськогосподарського призначення» та відповідного механізму щодо продажу таких земель. Вимога про прийняття цього закону міститься в меморандумі, який Україна підписала з МВФ. Водночас залишається діючим прийнятий Верховною радою України законопроєкт № 5123-1 щодо продовження мораторію на продаж сільськогосподарських земель до 1 січня 2018 року.